# For the Love of Rusty
For the Love of Rusty is een Amerikaanse dramafilm uit 1947 onder regie van John Sturges.

## Verhaal
Danny voelt zich onbegrepen door zijn ouders. Hij loopt weg van huis met zijn hond en gaat kamperen in de buurt van de woonwagen van een veearts. Als er 's nachts gas ontsnapt uit die woonwagen, redt zijn hond de veearts.

## Rolverdeling
| Acteur         | Personage              |
| -------------- | ---------------------- |
| Ted Donaldson  | Danny Mitchell         |
| Tom Powers     | Hugh Mitchell          |
| Ann Doran      | Ethel Mitchell         |
| Aubrey Mather  | Dr. Francis Xavier Fay |
| Sid Tomack     | Moe Hatch              |
| George Meader  | J. Cecil Rinehardt     |
| Mickey McGuire | Gerald Hebble          |
| Harry Hayden   | Mijnheer Hebble        |